# داء اللوائيات
داء اللوائيات (باللاتينية: loaiasis) (تسمى أيضا دودة العين الاٍفريقية، التورم الهارب، التورم الاستوائي) هو مرض جلد وأعين تسببه دودة اللوا اللوائية.
يصاب الاٍنسان بالعدوى بعد تعرضه لعضات ذباب الخيل (Tabanidae) معروفة أيضا باٍسم (ذبابة المانغو).
العدوى يمكن أن تسبب انتفاخ أحمر تحت الجلد يسبب حكة يسمى (تورم كالابار). يعالج المرض بواسطة مضادات الطفيليات (دي اتيل كاربامازين)